# Lac Nantais
Der Lac Nantais ist ein See im Norden der Ungava-Halbinsel in der kanadischen Provinz Québec.
Der See befindet sich 160 km südlich der Hudsonstraße und 30 km südlich des Parc national des Pingualuit.
Der langgestreckte See mit West-Ost-Ausrichtung besitzt eine stark gegliederte Uferlinie. Er hat eine Länge von 78 km und eine Breite von 9 km. Die Seefläche beträgt 262 km². Der See liegt im Bereich des Kanadischen Schilds auf einer Höhe von etwa 367 m.
Der Lac Nantais wird vom Rivière Arpalirtuq, der diesen am Goulet Qurngualuk verlässt, zum 40 km südlich gelegenen Lac Klotz entwässert.